# Rock ’n’ Roll
Rock ’n’ Roll (kurz für Rock[ing] and Roll[ing]) ist ein nicht klar umrissener Begriff für eine US-amerikanische Musikrichtung der 1950er- und frühen 1960er-Jahre und das damit verbundene Lebensgefühl einer Jugend-Protestkultur.
Kennzeichnend für die meisten Rock-’n’-Roll-Bands ist die Besetzung mit einem als Frontmann fungierenden Sänger, begleitet von Gitarre und/oder Klavier, Kontrabass oder E-Bass und Schlagzeug, gelegentlich noch ergänzt durch weitere Instrumente wie Saxophon. Der Gesang ist oft kehlig-rau. Das permanent wiederholte Riff wird unterlegt mit einem harten Beat, in der Regel im 4/4-Takt (seltener im 3/4-Takt) und mit deutlichem Backbeat/Offbeat gespielt. Typisch sind verhältnismäßig kurze Kompositionen im 12-taktigen Bluesschema und die „rollende“, ursprünglich aus dem Boogie-Woogie stammende Basslinie. Rock ’n’ Roll gilt als Ursprungsform der Rockmusik.
Der gleichnamige Tanz ist ein mit dieser Musik verbundener Turniertanz, der aus dem Lindy Hop, einem Swing-Tanz der 1930er Jahre hervorgegangen ist und dessen bekanntestes Merkmal die akrobatischen Einlagen sind.

## Begriff
Ursprünglich ist rock and roll – englisch für „Wiegen und Wälzen“  – bzw. die entsprechende Verlaufsform rocking and rolling, „wiegen und wälzen“, ein Slangausdruck und Euphemismus insbesondere für den Beischlaf. Der Begriff Rock ’n’ Roll wurde als Bezeichnung für eine Musikrichtung vermutlich erstmals 1951 vom amerikanischen DJ Alan Freed geprägt. Die Textzeile „Rock, rock, rock everybody, roll, roll, roll everybody“ aus Bill Haleys Rock-a-Beatin-Boogie, die Freed später als Signet seiner Sendungen benutzte, wurde bald von der Jugend des ganzen Landes befolgt. Allerdings tauchten die Begriffe Rock und Rock and Roll schon Jahre vorher in schwarzen Rhythm-and-Blues-Titeln auf, beispielsweise in Eunice Davis’ Aufnahme Rock Little Daddy von 1951 oder bereits in dem 1934 von den Boswell Sisters aufgenommenen Titel Rock & Roll.
Dennoch bleibt es unumstritten, dass es Freed war, der sowohl den Begriff als auch die Musik selbst für eine breite Öffentlichkeit gängig machte. Freeds Afterschool-Radioshow Moondog Rock and Roll House Party, in der vor allem schwarzer Rhythm and Blues gespielt wurde, hatte Mitte der 1950er-Jahre sowohl bei weißen als auch bei schwarzen Jugendlichen Kultstatus. Viele weiße Jugendliche hatten hier in einer Zeit der Rassentrennung erstmals die Gelegenheit, afroamerikanische Unterhaltungsmusik intensiv zu hören. Außerdem fungierte Freed als Veranstalter für Livekonzerte und als Entdecker und Förderer von Künstlern wie Chuck Berry, Bo Diddley, Gene Vincent, Frankie Lymon und etlichen mehr. So entwickelte sich der Begriff Rock ’n’ Roll, der zunächst nur ein Synonym für Rhythm and Blues war, schnell zu einem eigenständigen Gattungsbegriff und bezeichnete jene neue Musik, in der die damals übliche strikte Trennung zwischen Schwarz und Weiß aufgeweicht wurde.
Heute wird der Begriff im allgemeinen Sprachgebrauch auch auf zeitgenössische Rockmusik angewendet, vor allem im angelsächsischen Sprachraum. Die musikhistorische Definition ist jedoch enger gefasst. Hier ist Rock ’n’ Roll ein Sammelbegriff für diverse Frühformen der Rockmusik, die Mitte der 1950er Jahre in den USA entstanden und in ihrer subkulturellen Funktion Mitte der 1960er Jahre von der Beatmusik abgelöst wurden. Bei den sogenannten „diversen Frühformen der Rockmusik“ handelt es sich um die fünf Grundspielarten des Rock' n' Roll. Dieses sind laut Dieter Moll: Northern Band Rock' n' Roll, New Orleans Dance Blues, Memphis Country Rock (Rockabilly), Chicago Rhythm and Blues und Vocal Group Rock' n' Roll.

## Geschichte und gesellschaftlicher Kontext
Ende der 1940er-Jahre begann in den USA eine Kultur des Aufbegehrens, die das Underdog-Dasein, Freiheit von bürgerlicher Moral, Drogen und rastlose Mobilität zu ihren Idealen erhob. Diese Bewegung identifizierte sich zunächst nicht über die Musik, sondern über die Beat-Literatur von Autoren wie Jack Kerouac, Filme wie The Wild One oder Bücher wie Catcher in the Rye. Selbst der James-Dean-Film …denn sie wissen nicht, was sie tun von 1955 hatte noch keinen musikalischen Bezug zum Rock ’n’ Roll, obwohl er bereits all dessen Merkmale enthielt. Als Musik dieser Bewegung diente zunächst, vor allem bei den Anhängern der Beat-Generation Anfang der 1950er-Jahre, der schwarze Bebop-Jazz. Als die Protestbewegung sich weiter ausbreitete, wurde das (von den Eltern häufig verbotene) Hören von Rhythm and Blues, die Musik der afroamerikanischen Unterschicht, populär.
Andererseits wurde das jugendliche Massenpublikum auch durch Folk- und Blues-Schallplatten im Funk auf den bevorstehenden Rock ’n’ Roll eingestimmt: Als Bill Haley 1954/55 sein Rock Around the Clock anschlug, versetzte er damit die ganzen USA wie einen ungeheuren Resonanzkörper in Schwingungen – das Land hatte gleichsam ein Jahrzehnt lang auf die Verschmelzung von Blues und Country-Musik gewartet. Diese neue Musik füllte somit ein gesellschaftliches Vakuum und gab einem vagen Lebensgefühl seine Ausdrucksmöglichkeit. Die überwiegend weißen Musiker legitimierten den Rock ’n’ Roll zunächst in der Sicht der amerikanischen Öffentlichkeit als neue Stilrichtung. Durch seine Verwandtschaft zum Swing wurden die Harmonie- und Hörgewohnheiten einer breiten Öffentlichkeit bedient.
Doch erst der Film Die Saat der Gewalt von 1955, in dem es um Jugendkriminalität an Schulen ging, brachte mit dem zweimaligen Einsatz des genannten Haley-Songs weltweit den Durchbruch für diese Musikrichtung, die von da an auch vom Musik-Establishment als Rock ’n’ Roll bezeichnet wurde. Der explosionsartige Erfolg dieser Musik erklärt sich aus der schon länger vorhandenen Sehnsucht nach einer eigenen Jugendmusik, über die sich die Rebellion gegen die Elterngeneration ausdrücken ließ. Damit wurde die Musik des Rock ’n’ Roll gleichermaßen zum Ventil gesellschaftlicher Zwänge.
Auch die Musik wurde immer wilder, lauter und aggressiver. Die ab 1956 aufkommenden neuen Stars des Rock ’n’ Roll, wie Chuck Berry, Little Richard, Jerry Lee Lewis oder der frühe Elvis Presley lösten mit ihrer Musik starke Emotionen aus und brachen mit gesellschaftlichen Konventionen (Haarlänge, Frisur oder Provokation durch sexuelle Gesten). Dieses offen rebellische Verhalten führte dann auch umgehend zur offenen Kontroverse über die Rock-’n’-Roll-Kultur in den USA. In einer Gesellschaft, welche noch in der Denkweise der McCarthy-Ära gefangen war, wurde der Mangel an Kontrolle als fundamentale gesellschaftliche Bedrohung wahrgenommen.
Zusätzlich wurden die USA erstmals von der damals erstarkenden Sowjetunion bedroht, die als erste Supermacht über Interkontinentalraketen verfügte und mit ihren Atomwaffen die USA erstmals auf ihrem Heimatterritorium bedrohte. Diese für den durchschnittlichen Amerikaner erschreckenden Ereignisse verringerten die Toleranzbereitschaft für eine mögliche neue Jugendkultur und eine Lockerung der gesellschaftlichen Regeln. Zudem begann in der nun boomenden Musikindustrie ein rücksichtsloser Kampf um Stars, Veröffentlichungen und Verkaufsquoten. Man schreckte hier immer weniger vor illegalen Handlungen zurück und brachte damit den Rock ’n’ Roll in den Augen einer breiten Öffentlichkeit durch Skandale mit Kriminalität in Verbindung (z. B. der Payola-Skandal). Der zunehmend in diesem Umfeld in Mode kommende Konsum von Drogen und die dann öffentlich kolportierten Verhaftungen taten ein Übriges. Weitere Skandale, wie die heimliche Ehe von Jerry Lee Lewis mit seiner damals erst 13-jährigen Cousine erschütterten das Jahr 1958.
Der Druck der Öffentlichkeit, religiöser Organisationen, sowie staatliches Eingreifen begrenzte oder entfernte den Rock ’n’ Roll zunächst aus den Medien und führte dann Ende der 50er Jahre zu dessen allgemeiner Ächtung. Als eine Folge zogen sich Stars komplett aus dem Musikgeschäft zurück oder suchten nach einer Läuterung durch extrem angepasstes Verhalten den erneuten Zugang zu den Massen und kommerziellem Erfolg. So wandte sich Little Richard in der Überzeugung, Rock ’n’ Roll wäre vom Teufel gemacht, dem Studium der Theologie zu. Gene Vincent wanderte nach England aus. Der gleichzeitige Tod von Big Bopper, Buddy Holly und Ritchie Valens bei einem Flugzeugabsturz im Jahr 1959 sowie von Eddie Cochran 1960 leiteten das Ende des rebellischen Rock ’n’ Roll ein.
Die Suche einer immer aufgeklärter und selbstbewusster werdenden Jugend nach Auswegen aus den damaligen Gesellschaftszwängen bestand jedoch weiter fort. Die Wiederauferstehung des Rock ’n’ Roll und seiner rebellischen Momente wird dann der Anfang der 1960er Jahre in England entstehenden Beatmusik zugeschrieben.
Der Rock ’n’ Roll war nie ein homogener Stil, sondern ist ein Sammelbegriff ähnlicher Musikarten gewesen. Die Musikszene in den USA war darüber hinaus stark regionalisiert, dies hauptsächlich, weil das dominierende Massenmedium Rundfunk vorwiegend aus lokalen Sendern bestand. Auch die Plattenindustrie war regional organisiert, die ethnischen Subkulturen hatten ihre geografischen Nischen mit eigenen musikalischen Traditionen, und in den Südstaaten herrschte strenge Rassentrennung. So etablierten sich, je nach Gesellschaftsschicht, Ethnik und geografischer Region, unterschiedliche Musikstile, die alle unter Rock ’n’ Roll einzuordnen sind, weil sie zwei Gemeinsamkeiten vereint: Sie sind Ausdruck von gesellschaftlicher Rebellion, und sie wurzeln im Rhythm and Blues.

## Wurzeln im Rhythm and Blues
Die Bedeutung des Begriffs, geprägt am Anfang der 1940er Jahre von Jerry Wexler, hat sich bis heute ständig gewandelt. Zunächst nur ein Ersatzwort für „Race Music“, war Rhythm and Blues in den 1940er Jahren die Bezeichnung für sämtliche afroamerikanische Musik außer dem Jazz, also für die Musik der schwarzen Unterschicht Amerikas. In den 1960er Jahren wich der Begriff dem Marktnamen Soul, und heute bezeichnet man mit (Contemporary) R&B eine Form zeitgenössischer, schwarzer Popmusik. Rhythm and Blues ist also alles andere als ein einheitlicher Begriff für eine einheitliche Musikrichtung.
Ende der 1940er-Jahre entwickelte sich im Zuge der Urbanisierung der schwarzen Landbevölkerung ein einheitlicher, großstädtischer Stil. Viele Rhythm-and-Blues-Combos waren zunächst nichts anderes als verkleinerte schwarze Bigbands. Häufig waren es Sextette oder Quintette, die Arrangierung war entsprechend sparsamer. Die kleineren Besetzungen ergaben sich auf Grund des Kostenvorteils gegenüber den Bigbands, die für ärmere Clubs nicht bezahlbar waren. Die geringere Lautstärke wurde durch die damals neue elektrische Gitarre kompensiert. Weiterhin kristallisierte sich ein Klavierstil heraus, bei dem die linke Hand boogieartige Bassbegleitungen, die Rechte schnelle triolisch geschlagene Doppelgriffe spielte. Anders als im Swing trat der solistische Anteil der Bläser zurück. Besonders das Altsaxofon fungierte zunehmend als Rhythmusinstrument und spielte Shuffelgrooves. Reine Instrumentalstücke waren selten. Sänger und Sängerinnen – der Frauenanteil im Rhythm and Blues war deutlich höher als im Rock ’n’ Roll – sangen häufig mit gospelartigen Verzierungen. Nicht wenige Rhythm-and-Blues-Texte spielten mit sexuellen Anspielungen und Zweideutigkeiten.
Rhythm and Blues galt für das etablierte Amerika als anzüglich und vulgär, schlicht als inakzeptable Untergrundmusik. Indes gelang es dem Rhythm and Blues, eine eigene Musikindustrie zu etablieren, die auch größere Labels wie Atlantic Records unterhalten konnte, wo der Produzent Jerry Wexler diese Musik wie kein zweiter förderte.
Der Rhythm and Blues ist eine der wichtigen Wurzeln des Rock ’n’ Roll, denn von ihm hat er das Metrum, den Gesangsstil und textliche Grundlagen übernommen. Interpreten wie der frühe Ray Charles, Big Joe Turner, Louis Jordan, Bo Diddley, natürlich auch Chuck Berry, Fats Domino, Little Richard, LaVern Baker und viele andere waren mit ihrer Musik Vorbild. In Städten wie St. Louis, Chicago oder New Orleans wurden dementsprechend die beiden Begriffe Rock ’n’ Roll und Rhythm and Blues auch lange synonym verwendet. Und selbst den Rock-’n’-Roll-Spielarten, die eindeutig nicht mehr zum Rhythm and Blues gehören, von Rockabilly bis zum Highschool-Rock-’n’-Roll, diente der Rhythm and Blues als wesentliche Inspirationsquelle. Rock ’n’ Roll ist also eine Weiterentwicklung, häufig auch eine „Verweißung“ des Rhythm and Blues, mit der sich nur Teile der schwarzen Jugend identifizieren konnten. Besonders frustrierend für Schwarze wirkte dabei der Umstand, dass weiße Künstler Millionen verdienten, während ihnen selbst der Erfolg beim Massenpublikum versagt blieb.

## Spielarten des Rock ’n’ Roll
Zu den einzelnen Spielarten siehe auch die jeweiligen Wikipedia-Links mit zum Teil umfangreicheren Artikeln.

### Northern Band Style
Im Norden der USA entstand ab 1952 eine weiße Musikrichtung, die den swingenden Bigbandsound mit markantem 4/4-Offbeat anreicherte, mit Boogielinien versah und in kleinerer Besetzung wiedergab. Der Northern Band Style wird wegen des „geslappten“ Kontrabasses gelegentlich mit seinem Südstaatenpendant, dem Rockabilly verwechselt, enthält aber ein dominanteres, zuweilen solistisches Schlagzeug und legt außerdem einen Schwerpunkt auf die im Rockabilly untypischen Bläser. In der Performance waren die synchronen Schwenkbewegungen der Instrumente typisch, die auffällig gemusterten Einheitsanzüge der Musiker und rhythmische Zwischenrufe („crazy man, crazy!“) – alles Elemente aus der Bigband-Kultur. Gespielt wurden Coverversionen schwarzer Rhythm-and-Blues-Titel, aber auch neue Kompositionen. Ein wichtiges Instrument neben Kontrabass und Bläsern war auch die E-Gitarre, die sich durch schnelle, schwierige Läufe vom übrigen Rock ’n’ Roll abhob.
Erster Achtungserfolg dieser neuen Musikrichtung war bereits im Frühjahr 1952 die B-Seite von Bill Haleys Single Icy Heart, Rock the Joint, die bis auf die Saxophonkomponente und das Schlagzeug bereits alle Elemente dieser neuen Stilart beinhaltete. Erwähnenswert dabei ist Danny Cedrones Gitarrensolo, das er im April 1954 nochmals Note für Note für den Welthit Rock Around the Clock einspielte. 1953 kam dann der Durchbruch für den Northern Band Style, denn Bill Haley komplettierte seine Band mit dem Schlagzeug und platzierte sich mit dem Titel Crazy Man, Crazy als erster weißer Vertreter dieser Stilrichtung in den Nation’s Top Twenty-Charts. Erst zwei Jahre später, im Herbst 1955, betitelten Alan Freed und Bill Randle diese vorher nur unter Rhythm & Blues gehandelte Musik als Rock ’n’ Roll und übernahmen als erste Disc Jockeys in ihren Sendungen und Shows diese Bezeichnung auch für alle anderen Stilrichtungen. Die anschließende Popularisierung und Dominanz des Rock ’n’ Roll durch Haley währte zwei Jahre, von Mitte 1954 bis Mitte 1956.
Vertreter: Bill Haley & The Comets, Freddie Bell and the Bellboys, The Jodimars, The Esquire Boys, Dave Apple & the Applejacks, Alan Dale, Jimmy Cavello & the Houserockers.

### Rockabilly
Eine um das Jahr 1953 in den Südstaaten der USA entstandene Fusion aus Rhythm and Blues mit Country-Musik. Zunächst mit Minimalbesetzung gespielt („geslappter“ Kontrabass, E-Gitarre, Gesang), kamen später auch Schlagzeug und Klavier dazu. Ausgehend von Memphis, Tennessee, verbreitete sich der Rockabilly durch die intensive Tourtätigkeit der Musiker von Sun Records schnell über den gesamten Süden und inspirierte Hunderte von Musikern, den Stil zu kopieren.
Nur wenigen gelang es dabei, individuelle Rockabilly-Stile zu entwickeln, wie zum Beispiel Jerry Lee Lewis, Gene Vincent und Buddy Holly. Ab 1957 löste sich der Rockabilly in einer Art Mainstream-Rock-’n’-Roll auf, viele Interpreten wandten sich jedoch der reinen Country-Musik zu, von der sie gekommen waren.
Weitere Vertreter: der frühe Elvis Presley, der frühe Johnny Cash, Carl Perkins, Johnny Burnette Trio, Eddie Cochran, der frühe Roy Orbison.

### Handjive
Handjive (auch „Chicago-Sound“ oder „Bo-Diddley-Sound“) ist eine ursprünglich schwarze Spielart des Rock ’n’ Roll und entstand Ende der 1940er-Jahre in Chicago als Unterart des Rhythm and Blues. Wesentliche Merkmale sind die stark im Vordergrund stehenden Perkussionsinstrumente (Maracas), die einen tranceartigen, ostinaten Groove erzeugen und sich zeilenweise mit dem Gesang abwechseln, dessen Melodie im „Frage-Antwort-Schema“ aufgebaut ist.
Der Handjive ist ursprünglich eine reine Straßenmusik gewesen, zu der die Kinder in den Ghettos der Southside von Chicago Abzählreime und Abklatschverse mit manchmal schmutzigen Texten sangen. Dabei wurden die Hände in bestimmten Rhythmen gegeneinander oder gegen eigene Körperteile geschlagen. Die Tradition des Handjive geht auf den „Hambone“ zurück, jene Körperpercussion, mit der die schwarzen Sklaven des Südens die ihnen verbotene, Botschaften übermittelnde Trommelmusik ersetzten.
Das Verdienst, den typischen Groove erstmals auf Platte gebannt zu haben, kommt dem Chicagoer Straßenmusiker Sammy McGier zu. Seine Band Hambone Kids spielte Anfang der 1950er Jahre für das Okeh-Label den Titel Hambone ein, der bereits jenes legendäre Lick enthält, das man später „Bo-Diddley-Lick“ nennen sollte. Bo Diddley schließlich, selbst ehemaliger Straßenmusiker der Southside, debütierte 1955 mit seinem Hit Bo Diddley (der ursprüngliche Text dieses Songs, der eigentlich „Uncle John“ hieß, war dem Chess-Label zu anzüglich, weshalb Diddley ihn entschärfte) und erreichte auf Anhieb Platz eins der Rhythm-and-Blues-Charts. Seine elektrische Gitarre war dabei leicht verzerrt, ein für das damalige Publikum völlig unbekannter, neuer Sound. Bald begannen in den USA Künstler, den Groove einzubeziehen: Buddy Holly mit Not Fade Away und Bo Diddley oder Johnny Otis mit Willie and the Handjive. In den 1960er-Jahren übernahmen britische Bands wie die Rolling Stones und die Animals gelegentlich den Bo-Diddley-Sound.
Vertreter: Bo Diddley, Johnny Otis.

### Car-Sound
Als „Car-Sound“ bezeichnete man in den 1950er-Jahren die Musik des schwarzen Gitarristen und Sängers Chuck Berry. Den Beginn machte 1955 die Chess-Veröffentlichung Maybellene, ein Titel, in dem es um eine Art Autorennen geht. Berry selbst war Automechaniker und thematisierte mit seiner fast weiß klingenden Stimme den amerikanischen Autokult der 1950er Jahre. Die Texte Berrys, der in seiner Jugend Autos geknackt hatte, um Spritztouren zu unternehmen, erzählen von rastloser Mobilität quer durch die USA und erinnern an Jack Kerouacs Kultroman On The Road. Entscheidend für diesen „Chicago-Rock-’n’-Roll“ aber ist eine völlig neue Verwendung der elektrischen Gitarre, die mit einer leichten Röhrenverzerrung etwas blechern klingt und bei Berrys zweisaitigen Bendings an Autohupen erinnert. Die Rhythmusbegleitung spielte Berry mit Abschlägen auf den abgedämpften Basssaiten.
Berry ist ein entscheidender, vielleicht der bedeutendste Stilbildner auf der Grundlage des Blues und daher einer der meistgecoverten Rockmusiker. Seine Licks inspirierten weite Teile der Beatmusik in den 1960er Jahren und gehören bis heute zum Standardrepertoire vieler Gitarristen und Schülerbands.
Berrys Kollege, der ebenfalls bei Chess unter Vertrag stehende Bo Diddley, griff den Car-Sound auf und spielte ebenfalls ein paar Car-Titel ein (u. a. Roadrunner). Der Car-Sound aus den Autoproduktionsstädten des Nordens inspirierte auch Surf-/Hotrod-Musiker aus Kalifornien, dem „Autoland“. Der Ausdruck ist heute kaum mehr gebräuchlich.
Vertreter: Chuck Berry, Bo Diddley.

### Schwarzer Doo Wop
Doo Wop ist die Bezeichnung für eine Rhythm-and-Blues-Unterart, die einen besonderen Schwerpunkt auf das mehrstimmige Gesangsarrangement legt. Der Stil entwickelte sich ab 1948 und wurde in den schwarzen Vierteln amerikanischer Großstädte vor allem unter Brücken, in U-Bahnhöfen und Greyhound-Wartehallen gesungen. So ist Doo Wop eng verbunden mit der besonderen Akustik öffentlicher Räume. Balladen wechselten sich mit schnellen Nummern ab. Ab 1956 schafften es immer mehr Doo-Wop-Nummern in die Billboard-Charts. Der reine A-cappella-Stil der Straße wurde dabei nur selten beibehalten. In der Regel wurde bei Platteneinspielungen sanfte Instrumentalbegleitung in typischer Rhythm-and-Blues-Besetzung (Saxophon, Klavier) beigefügt. Auch Gimmicks wie Glockenspiele waren bei Doo-Wop-Balladen typisch.
Vertreter: The Penguins, The Moonglows, Frankie Lymon & the Teenagers, The Platters.

### Weißer Doo Wop
Ende der 1950er-Jahre begannen junge, weiße Amerikaner in den Großstädten, den Doo Wop zu kopieren. Besonders taten sich dabei Nachkommen italienischer Einwanderer hervor; im Zentrum der weißen Doo-Wop-Bewegung lag die New Yorker Bronx. Die derben sexuellen Anspielungen in den Texten der schwarzen Vorbilder wie Hank Ballard wurden allerdings nicht übernommen und durch harmlosere Inhalte aus dem Teenageralltag ersetzt. Ein wichtiges Element war die hohe Falsettstimme des Leadsängers – ein Effekt, der später von der Surfmusik aufgegriffen wurde. Der weiße Doo Wop wurde zur Identifikationsmusik einer ganzen Jugendgeneration der italo-amerikanischen Minderheit in den USA. Die damalige Atmosphäre in der italienischen Szene der Bronx wurde 1979 in dem Film The Wanderers rekonstruiert.
In einer Zeit, als Rock ’n’ Roll langsam seine Schockwirkung einbüßte und zur allseits akzeptierten Modeerscheinung wurde, wurden weiße Doo-Wop-Künstler bei der weißen Mittelklassejugend sehr beliebt. Der weiße Doo Wop wurde so zum Vorläufer des Surf- und des Highschool-Rock-’n’-Roll.
Vertreter: Dion DiMucci, The Diamonds, The Elegants.

### New Orleans Sound
Eine schwarze Spielart des Rock ’n’ Roll beziehungsweise Rhythm and Blues, dessen wesentliches Merkmal das in den hohen Lagen triolisch gespielte Klavier ist. Der New Orleans Sound reicht in die frühen 1950er-Jahre zurück; als echter Rock ’n’ Roll trat er um 1955 mit Fats Domino und dem aggressiveren Little Richard in die Rockgeschichte ein. Die Tradition dieser Musik wird ohne Unterbrechung bis in die Gegenwart hinein gepflegt und hat Interpreten wie Dr. John und Professor Longhair hervorgebracht.
Vertreter: Fats Domino, Little Richard, Huey „Piano“ Smith, Smiley Lewis.

### Instrumental
Im Westen der USA wurde 1957 eine Gitarren-Instrumental-Tradition begründet, die schnell zahlreiche Nachahmer fand. Im Studio von Lee Hazlewood in Phoenix, Arizona, und später in Los Angeles wurden Titel mit den Gitarristen Al Casey und Duane Eddy eingespielt, von denen einige zu Hits wurden. Die Gitarre war dabei leicht verzerrt, dazu spielte ein Saxophon einfache Soli. Der Hall in den Aufnahmen kam durch die natürliche Akustik des metallenen Getreidespeichers zustande, in dem sich Hazlewoods Studio befand (einer der Studiohilfen Hazlewoods war übrigens der junge Phil Spector). Der Eddys „Twang Sound“ fand im gesamten Westen der USA zahlreiche Nachahmer und beeinflusste eine Reihe von Musikern auch in Europa, zum Beispiel die Begleitband von Cliff Richard, die Shadows.
Wichtig sind auch Johnny and the Hurricanes aus Ohio, die ab 1959 einen ganz neuen, oft „schweren“ Sound mit „growlendem“ Saxophon, einfachem Keyboard und angezerrt-fetter Gitarre lieferten. Bei weniger Swing beeinflussten sie vor allem spätere Beatsounds, vgl. Buckeye.
Vertreter: Duane Eddy, The Ventures, The Shadows, Johnny and the Hurricanes, The Spotnicks.

### Surf/Hotrod
Surfmusik ist der einzige Zweig des klassischen Rock ’n’ Roll, der weit in die 1960er-Jahre hineinragte und eine Art amerikanische Parallele zur britisch dominierten Beatmusik bot.
Im Allgemeinen wird mit dem Begriff Surfmusik der Sound der Beach Boys oder des Duos Jan and Dean assoziiert. Indes gab es daneben einen deutlich aggressiveren, instrumentalen Rock-’n’-Roll-Stil, der den Namen „Surfmusik“ für sich beanspruchte. The Belairs und Dick Dale gelten als Erfinder dieser Spielart, die heute „Surf Rock“ genannt wird (Dale behauptet, er habe den Begriff „Surf“ schon in den 1950er-Jahren auf seine Musik angewendet). 1961 veröffentlichten erst die Belairs ihre Single Mr. Moto, dann kam Dick Dale mit Let’s Go Trippin’. Im November des gleichen Jahres debütierten die Beach Boys als Vertreter der Popform mit ihrer Single Surfin’. Welches nun die „wahre“ Surfmusik ist, die Rockform oder die Popform, ist eine ebenso strittige wie müßige Frage.
In der rockigen Instrumentalform wurden sowohl der „Twang“-Sound als auch das Saxophon der Hazlewood-Produktionen aus Phoenix und Los Angeles übernommen. Manchmal wurden die Melodielinien nach südkalifornisch-mexikanischer Tradition von einer Trompete gespielt. Als Hauptinstrument dominierte die Stratocaster, jene legendäre Gitarre des kalifornischen Herstellers Leo Fender, von deren Tremolohebel im Surf Rock reichlich Gebrauch gemacht wurde. Die charakteristische, mitunter zerstörerisch kraftvoll angeschlagene Surf-Gitarre wurde außerdem mit einem Bandecho eingespielt, was die beliebten Glissando-Riffs auf den Basssaiten etwas glättete, mit denen die rasante Wellenfahrt des Surfbrettes musikalisch umgesetzt wurde. Dick Dale stand in engem Kontakt mit Leo Fender, der in Abstimmung auf Dales Spielweise seine Gitarrenverstärker der späten 1950er und frühen 1960er Jahre anpasste. Dem heutigen Publikum dürfte der Sound Dick Dales, der lange Zeit nahezu vergessen war, vor allem durch die Soundtracks der Filme von Quentin Tarantino bekannt sein, durch die ein Revival des härteren Surfsounds eingeleitet wurde.
Den Beginn des bekannteren „anderen“ Stils, einer gefälligen, mehrstimmigen Variante der Surfmusik, markiert der Beach-Boys-Titel Surfin’ von 1961 (Platz 75 in den Charts), der sich musikalisch eng am weißen Doo Wop ausrichtete. Aber schon die folgenden, bei Capitol veröffentlichten Titel der Band, ließen, neben Einflüssen von Chuck Berry und dem Doo Wop, einen sehr eigenständigen Stil erkennen. Ein wesentliches Merkmal der mehrstimmigen Surfmusik sind die Textinhalte, die meistens das Leben in Kalifornien verherrlichen. Neben dem Thema „Surfen“ ist dabei das Thema „frisierte“ Autos (Hotrod) auffallend häufig. Die starke Präsenz des Autokultes in der Surf-/Hotrod-Musik erklärt auch die gelegentlichen Anleihen bei Chuck Berry, dem Begründer des „Car-Sounds“ (vergleiche hierzu Beach Boys: Surfin’ USA mit Chuck Berry: Sweet Little Sixteen). Mit wachsender Popularität halluzinogener Drogen in der zweiten Hälfte der 1960er Jahre machte – ebenso wie die britisch dominierte Beatmusik – auch die Surfmusik eine Metamorphose ins Psychedelische durch. Diese Spätform des Surf hatte mit der geradlinigen Einfachheit des Rock ’n’ Roll jedoch nur noch wenig zu tun.
Beide Richtungen des Surfsounds, sowohl der instrumentale Surf Rock als auch die mehrstimmige Popform, Surf Pop, begründeten die Tradition der Westcoast-Rockmusik. Bands wie die Trashmen und später auch die Ramones, die gesanglich zunächst an die Beach Boys erinnerten, versahen die Musik mit einer aggressiven, anarchistischen Attitüde und bereiteten den Weg für den Punk. Die Studioarbeit der späten Beach Boys setzte Maßstäbe für anspruchsvollere Pop-Produktionen der 1970er Jahre, etwa die ersten Alben der schwedischen Popband ABBA.
- Vertreter des Surf Rock: The Belairs, Dick Dale & The Deltones, Eddie & The Showmen.
- Vertreter des Surf Pop: The Beach Boys, Jan and Dean, The Rip Chords.

### Teenage Rock ’n’ Roll/Highschool
Ende der 1950er Jahre wurde von der Unterhaltungsindustrie eine gezähmte Form des Rock ’n’ Roll konzipiert, die vor allem auf das sehr junge, weiße Mittelklassepublikum ausgerichtet war. Die Interpreten wirkten sauber und „elternkompatibel“. Jeans oder Lederjacken wurden gemieden und durch Strickwesten, Polohemden und Krawatten ersetzt. Viele dieser „Teen-Idole“ wurden ausschließlich nach ihrem Äußeren gecastet und wirkten wie domestizierte Klone von Elvis Presley. Ihre zum Teil mäßigen Sangeskünste wurden dann, wie im Falle von Fabian, durch intensive, zum Teil silbenweise Schnittarbeit im Studio ausgeglichen. Einige wurden auch als „Schauspieler“ vermarktet und belegten Hauptrollen in B-Movies. Eine wesentliche Rolle für diese Entwicklung spielte die Dick Clark Show American Bandstand, eine landesweit ausgestrahlte Fernsehshow, in der die Highschool-Stars promotet wurden.
Es ist strittig, ob man den Teenage Rock ’n’ Roll wirklich als echten Rock ’n’ Roll bezeichnen soll, letztlich ist dies eine Frage von Definitionen. Nach einer weit verbreiteten Auffassung ist das Phänomen Teenidol nur der Versuch des Establishments, den Rock ’n’ Roll zu integrieren, zur stubenreinen und massenkompatiblen Ware zu machen und damit sein Ende zu besiegeln.
Vertreter: Pat Boone, Paul Anka, Neil Sedaka, Bobby Darin, Tommy Sands, Connie Francis, Frankie Avalon, Fabian.

### Twist
Twist ist eine Bezeichnung für eine späte Spielart des Rock ’n’ Roll und den dazugehörigen Tanz, der etwa zwei Jahre lang in den USA und Europa populär war. Der Tanz erweckte einiges Aufsehen, weil er nicht mehr paarweise, sondern allein getanzt wurde. Er leitete damit die bis heute in Diskotheken übliche Tanzweise ein.
Musikalisch brachte der Twist in Zeiten des seichten Highschool-Rock-’n’-Roll eine Wiederbelebung der Ursprünge aus dem Rhythm and Blues und war daher so etwas wie ein erstes Rock-’n’-Roll-Revival. Als „Erfinder“ des Twist gilt Chubby Checker, der durch Auftritte in Dick Clarks Show American Bandstand Bekanntheit erlangte. Was die charakteristischen Tanzbewegungen betrifft, ist dies sicher richtig. Indes war es eigentlich der Rhythm-and-Blues-Musiker Hank Ballard, der die Titel The Twist und Let’s Twist again schrieb und aufnahm (The Twist wurde erstmals 1958 von Ballard eingespielt). Jedoch wurde ein geplanter Auftritt von Ballard wegen eines Streits mit Dick Clark bezüglich Ballards Begleitband „The Midnighters“ gestrichen. Als Lückenfüller wurde der bis dahin wenig bekannte, etwas füllige Checker gewählt, der The Twist 1959 auf den Markt brachte. Im Jahr darauf belegte der Titel Platz eins der Charts (den er im Januar 1962 erneut erreichte). 1961 begann dann der weltweite Siegeszug des Twist, begleitet von einer bis dahin einmaligen Merchandise-Maschinerie.
Vertreter: Hank Ballard, Chubby Checker

### Andere/Mainstream-Rock-’n’-Roll
Neben den oben genannten wichtigsten Spielarten des klassischen Rock ’n’ Roll gab es noch eine Anzahl von lokalen Stilen, häufig mit stark folkloristischem Einschlag. Wenige davon brachten überregionale Erfolge hervor, wie etwa die Titel von Ritchie Valens, dem wichtigsten Vertreter des Chicano Rocks, der im Raum Los Angeles, Süd-Texas und New Mexico unter der diskriminierten spanischsprachigen Bevölkerung verbreitet war und zum Teil auch in spanischer Sprache gesungen wurde.
Musiker der französischsprachigen Minderheit aus den Sumpfregionen Louisianas, die „Cajuns“, verbanden ihre traditionelle Fiddle- und Akkordeonmusik ab etwa 1957 mit dem Rhythm and Blues und mit dem Rock ’n’ Roll (→ Swamp Rock). Überregionale Hits waren der Cajun-Rock-Szene nicht beschieden.
Die populäreren Rhythm-and-Blues-Musiker aus New Orleans beeinflussten wiederum die Musikszene auf Jamaika, wo man die US-Radiostationen aus Louisiana empfangen konnte. Auf diese Weise entstand in den 1950er Jahren eine Mischung aus New-Orleans-Rhythm-and-Blues und jamaikanischer Folklore, wie dem Mento. Aus dieser Mischung entwickelte sich Anfang der 1960er Jahre dann der Ska und später der Reggae.
Auch die sogenannte „Calypso-Musik“ sei hier erwähnt, die Mitte der 1950er-Jahre von Harry Belafonte bekannt gemacht wurde. Belafonte stammte eigentlich aus New York City und sein Karibik-Akzent war nicht echt. Aber er bewies ein feines Gespür für den Markt, der in den 1950er-Jahren in einer Art erster „Ethno-Welle“ nach Exotischem verlangte. Dies beschied seinem 1956 veröffentlichten Debüt-Album Calypso einen sensationellen Erfolg. Seine Musik ist, wenn überhaupt, eher in die Pop- und Unterhaltungs-Ecke des Rock ’n’ Roll einzuordnen.
Schließlich setzte ab etwa 1957 mit der massenmedialen Verbreitung der verschiedenen regionalen Rock-’n’-Roll-Stile ein Prozess der gegenseitigen Beeinflussung ein. Die Konturen der regionalen Stile verwischten zusehends. Die so entstandene Mainstreamform des Rock ’n’ Roll verband nicht selten Elemente von zwei, drei oder mehr verschiedenen Spielarten. So vermischten Gene Vincent and the Blue Caps ihren Rockabilly bruchlos mit Elementen aus dem Doo Wop, Buddy Holly, ursprünglich im Texas-Rockabilly zu Hause, fügte seiner Musik neben Doo-Wop-Elementen auch noch Chicago-Grooves à la Bo Diddley hinzu. Schließlich sind viele Rock-’n’-Roll-Interpreten der „zweiten Stunde“, Interpreten also, die erst ab 1957 in die Öffentlichkeit traten, nicht mehr eindeutig einer der Rock-’n’-Roll-Spielarten zuzuordnen.

## Rock-’n’-Roll-Revival
Anfang der 1960er hatte der Rock ’n’ Roll an Beliebtheit verloren. Elvis Presley wandte sich von ihm ab, und auch zahlreiche andere Rock-’n’-Roll-Musiker und -Bands stiegen wieder auf Country um. Gleichzeitig traten die Beatles ins Rampenlicht und machten die englische Beat-Musik einem breiteren Publikum bekannt. Bis Mitte der 1960er sank die Popularität weiter; nur wenige Clubs und Bars spielten noch Rock ’n’ Roll. Dem hingegen blühte der Rhythm & Blues durch weiße Musiker, wie den Rolling Stones, den Yardbirds, Alexis Korner, aber auch Dave Edmunds wieder auf. Dave Edmunds wirkte Ende der 1960er Jahre als Produzent und Musiker auf das Rock ’n’ Roll Revival ein.
Ende der 1960er/Anfang der 1970er kam Bill Haleys Shake, Rattle And Roll wieder in die britischen Charts. Plötzlich war es wieder „hip“, alte Teddy-Boy-Klamotten zu tragen. Viele Bands ahmten die alten „Helden“ der 1950er nach und spielten Rock ’n’ Roll, darunter auch Gruppen aus dem Umfeld der Glamrock-Szene wie Mud, Rubettes oder Showaddywaddy. Bereits seit 1969 traten Shakin’ Stevens & The Sunsets ins Rampenlicht. Das war der Beginn einer neuen Rock-’n’-Roll-Generation. Dies wird als „Rock-’n’-Roll-Revival“ bezeichnet.
Mitte der 1970er veränderten Bands wie Crazy Cavan oder Matchbox den alten Spielstil des Rock ’n’ Rolls und kreierten ihren eigenen. Die Gitarre trat mehr in den Vordergrund. Der Rhythmus wurde schneller. Die Hälfte aller Songs beschäftigten sich inhaltlich mit der alten Teddy-Boy-Szene aus England. Diese neue Rock-’n’-Roll-Spielweise nennt man auch Teddy Boy Rock ’n’ Roll. Diesen Stil spielende deutsche Bands sind u. a. Black Raven oder Lou Cifer and the Hellions.
Auch in Deutschland wandte man sich wieder dem Rock ’n’ Roll zu. So schaffte der Sänger Ted Herold ein Comeback, und auch Peter Kraus sang wieder mehr Rock-’n’-Roll-Songs. Bedeutend war die Spider Murphy Gang, die in bairischer Mundart Rock ’n’ Roll machte. Auch die Ace Cats schafften es in die Hitparade, z. B. mit dem Song Linda.

## Verwendung des Begriffs „Rock ’n’ Roll“ für spätere Strömungen
In den 1970er Jahren bildete sich eine neue Verwendung für den Begriff „Rock ’n’ Roll“ heraus. Als Abgrenzung zu Strömungen wie Progressive Rock und Glam Rock bezeichnet „Rock ’n’ Roll“ seitdem eine Spielart der Rockmusik bzw. des Hard Rocks, die auf bewusst einfach gehaltene Komposition, Instrumentierung (Gesang, Gitarre, E-Bass, Schlagzeug) und Bühnenerscheinung (Bühnenbild und -outfit) basiert. So eröffnete die Gruppe Motörhead ihre Auftritte traditionell mit dem Satz „We are Motörhead and we play Rock ’n’ Roll!“; auch ein Motörhead-Album trägt den Titel Rock ’n’ Roll (1987). Die Rolling Stones veröffentlichten 1974 das Album It’s Only Rock ’n Roll.

Der Ausdruck „Rock ’n’ Roll“ ist ferner präsent in verschiedenen Songtiteln von AC/DC, z. B. in It’s a Long Way to the Top (If You Wanna Rock ’n’ Roll), Rock ’n’ Roll Singer, Rock and Roll Ain’t Noise Pollution und Rock ’n’ Roll Train.

## Dokumentarfilm
- Kurt Widmer: Die Generation Rock’n’Roll & Für immer Rock’n’Roll: Ein Lebensgefühl. NZZ-Format, Zürich 2012, als DVD unter dem Titel Rock’n’Roll – Die Filme erhältlich.